# Mark Rylance
Sir David Mark Rylance Waters (* 18. ledna 1960) je anglický herec, divadelní režisér a dramatik. Byl prvním uměleckým ředitelem Divadla Globe v Londýně, které vedl od roku 1995 do roku 2005. Je držitelem Oscara za nejlepší herecký výkon ve vedlejší roli za film Most špionů, dvou Olivier Awards a tří cen Tony.
V roce 2016 byl zařazen do žebříčku 100 nejvlivnějších lidí na světě časopisu Time. V roce 2017 byl královnou Alžbětou II. povýšen do šlechtického stavu a může před jménem uvádět titul Sir.

## Kariéra
Mark Rylance se narodil v hrabství Kent do učitelské rodiny. V roce 1962 se s rodiči přestěhoval do Spojených států, nejprve do Connecticutu a následně do Wisconsinu, kde jeho otec učil angličtinu na vysoké škole. Do Velké Británie se vrátil až v roce 1978, kdy byl přijat na prestižní Královskou akademii dramatických umění (RADA) v Londýně. V této době začal také vystupovat pod jménem Mark Rylance, protože jeho rodné jméno, Mark Waters, již používal jiný herec.
První angažmá získal v Glasgow Citizens' Theatre v roce 1980. V roce 1982-1983 byl členem Královské Shakespearovské společnosti, se kterou vystupoval v Londýně a Stratfordu nad Avonou. V roce 1986 odmítl roli ve filmu Říše slunce, který režíroval Steven Spielberg, aby mohl hrát v nadcházející sezóně anglického Národního divadla.
První cenu Olivier, které jsou anglickou obdobou českých Cen Thálie, získal v roce 1993 za roli Benedicka v Mnoho povyku pro nic.
V roce 1995 se stal prvním uměleckým ředitelem nově postaveného Divadla Globe, které vedl do roku 2005. Během svého desetiletého působení se každý rok objevil minimálně v jedné hře. Zahrál si například hraběnku Olivii ve Večeru tříkrálovém, který byl po vzoru divadelních her z přelomu 16. a 17. století uveden s čistě mužským obsazením, nebo hlavní roli v Richardu II. V roce 2007 společně se Sirem Derekem Jacobim představil deklaraci, ve které vybízí, aby se spor o Shakespearovo autorství stal legitimním předmětem akademického bádání.
V roce 2007 hrál v Londýně hlavní roli ve hře Boeing-Boeing. Představení se o rok později přesunulo na Broadway, kde Rylancovi za jeho debut na newyorských divadelních prknech vysloužilo cenu Tony pro nejlepšího herce v hlavní roli. V roce 2010 získal svou druhou cenu Olivier za hlavní roli ve hře Jerusalem. Představení se znovu přesunulo i na Broadway, kde Rylance obdržel svou druhou cenu Tony. V roce 2013 si zopakoval role hraběnky Olivie z Večera tříkrálového a Richarda III. v produkci Divadla Globe. Obě představení se kvůli úspěchu nejprve přemístila na West End a následně znovu na Broadway, kde Rylancovi vysloužila další dvě nominace na Cenu Tony. Tu za Večer tříkrálový Mark Rylance proměnil.
Rylance hrál hlavní roli v seriálu Wolf Hall, který natočila BBC, a po boku Toma Hankse se objevil filmu Most špionů, za který si odnesl Oscara pro nejlepšího herce ve vedlejší roli. Společně se Stevenem Spielbergem natočil o rok později ještě film Obr Dobr, který je adaptací dětské knihy Roalda Dahla, a objevil se i v dalším Spielbergově filmu Ready Player One. Dostal také roli ve filmu Dunkerk režiséra Christophera Nolana.

## Osobní život
Mark Rylance se v roce 1989 oženil s režisérkou a skladatelkou Claire van Kampen, se kterou se seznámil během práce v Národním divadle. Společně vychovali dvě dcery z režisérčina předchozího manželství: herečku Juliet Rylance a filmařku Nataashu van Kampen. Nataasha zemřela v červenci 2012 ve věku 28 let, kvůli čemuž Rylance zrušil svou účast v zahajovacím ceremoniálu letních Olympijských her v Londýně, kde měl pronést monolog ze Shakespearovy Bouře. Nahradil ho Kenneth Branagh.
Rylance je patronem britské charitativní organizace Peace Direct, která podporuje mírové snahy ve válečných oblastech, a britské Stop the War Coalition. Je také dlouhodobým stoupencem organizace Survival International, která bojuje za práva domorodých lidí, a neziskové organizace Conscience: Taxes for Peace not War, která se snaží změnit britské zákony tak, aby se lidé mohli rozhodnout, zda daně, které státu odvedou, půjdou do armády nebo na nevojenská řešení konfliktů.